# Valentin Tabellion
Valentin Tabellion (né le 23 mars 1999 à Boulogne-Billancourt dans les Hauts-de-Seine), est un coureur cycliste français, membre de l'équipe Van Rysel-Roubaix Lille Métropole. Il participe à des compétitions sur route et sur piste.

## Biographie
Né à Boulogne-Billancourt, mais résidant à Amiens, Valentin Tabellion prend sa première licence dès l'âge de 4 ans à l'USM Saran.
En 2019, il est champion de France de poursuite par équipes (avec Florian Maître, Louis Pijourlet, Thomas Denis et Donavan Grondin).
Il passe professionnel en 2021 au sein de l'équipe Xelliss-Roubaix Lille Métropole à l’instar de son coéquipier Thomas Denis. Aux mondiaux sur piste de Roubaix, il décroche la médaille d'argent de la poursuite par équipes et bat le record de France de la spécialité avec Benjamin Thomas, Thomas Denis et Thomas Boudat.
Valentin Tabellion commence sa saison 2023 aux championnats de France de cyclisme sur piste qui se disputent au Vélodrome Jean-Stablinski de Roubaix au mois de janvier. Il remporte un nouveau titre de champion de France de poursuite par équipes. Il est sélectionné pour participer aux championnats du monde de cyclisme sur piste au cours de l'été. Il se classe cinquième de la poursuite par équipes.
Toujours membre de l'équipe Van Rysel-Roubaix Lille Métropole en 2024, il revient à la compétition lors des championnats de France de cyclisme sur piste disputés au début du mois de janvier au vélodrome de Saint-Quentin-en-Yvelines. Il s'adjuge, comme l'année précédente, le titre de champion de France de  course à l'américaine (avec Thomas Boudat) et celui de l'omnium. Il décroche également une médaille d'argent en poursuite par équipes. Cette bonne entrée en matière lui permet d'être sélectionné pour les Championnats d'Europe de cyclisme sur piste. En juillet, il fait partie des coureurs retenus par la Fédération française de cyclisme pour prendre part aux épreuves sur piste des Jeux olympiques. Engagé dans l'épreuve de poursuite par équipes, il termine sixième après avoir battu plusieurs fois le record de France de la discipline avec Thomas Denis, Benjamin Thomas et Thomas Boudat.

## Palmarès sur piste

### Jeux olympiques
- Paris 2024
  - 6e de la poursuite par équipes

### Championnats du monde
| Édition / Épreuve              | Poursuite par équipes |
| Berlin 2020                    | 8e                    |
| Roubaix 2021                   | Argent                |
| Saint-Quentin-en-Yvelines 2022 | 6e                    |
| Glasgow 2023                   | 5e                    |

### Coupe du monde
- 2019-2020
  - 1er de la poursuite par équipes à Milton (avec Benjamin Thomas, Corentin Ermenault, Kévin Vauquelin et Thomas Denis)
  - 2e de la poursuite par équipes à Minsk
  - 3e de la poursuite par équipes à Glasgow

### Coupe des nations
- 2023
  - 2e de la poursuite par équipes au Caire
  - 3e de la poursuite par équipes à Milton
- 2024
  - 3e de la poursuite par équipes à Milton

### Championnats d'Europe
| Édition / Épreuve     | Poursuite par équipes                       | Américaine | Omnium | Élimination | Poursuite |
| Anadia 2017 (juniors) |                                             |            | Bronze |             |           |
| Aigle 2018 (espoirs)  |                                             |            | 7e     | 10e         |           |
| Apeldoorn 2019        | 6e                                          |            |        |             |           |
| Granges 2021          | 5e                                          | 4e         | 7e     |             |           |
| Munich 2022           | Or (avec Denis, Lafargue, Boudat et Thomas) |            |        | 8e          | 13e       |

### Championnats de France
| - 2014 - 2e de la vitesse par équipes - 2015 - 2e de la vitesse par équipes - 2016 - Champion de France de poursuite juniors - Champion de France du kilomètre juniors - Champion de France du scratch juniors - 2e de la poursuite par équipes juniors - 2017 - 3e de la poursuite juniors - 2018 - 2e de la course aux points - 2e de la poursuite par équipes - 2019 - Champion de France de poursuite par équipes - 3e de l'américaine - 2021 - Champion de France de poursuite par équipes - Champion de France de l'américaine (avec Thomas Denis) - 2e de la poursuite individuelle | - 2023 - Champion de France de poursuite par équipes - Champion de France de l'omnium - Champion de France de l'américaine (avec Thomas Boudat) - 2e de l'élimination - 3e de la poursuite individuelle - 2024 - Champion de France de l'omnium - Champion de France de l'américaine (avec Thomas Boudat) - 2e de la poursuite par équipes |

## Palmarès sur route
- 2016
  - 3e du Grand Prix Fernand-Durel
- 2020
  - Grand Prix de Vallet
- 2022
  - 2e étape du Tour d'Eure-et-Loir
  - 2e du Tour d'Eure-et-Loir
- 2023
  - 3e du Tour d'Eure-et-Loir
- 2024
  - 2e étape du Tour d'Eure-et-Loir
- 2025
  - 2e du Grand Prix de Lillers-Souvenir Bruno Comini

## Classements mondiaux
| Année                                 | 2021  | 2022 | 2023  | 2024  |
| ------------------------------------- | ----- | ---- | ----- | ----- |
| Classement mondial                    | 1111e | 849e | 1544e | 1544e |
| UCI Europe Tour                       | 825e  | 634e | nc    | nc    |
|                                       |       |      |       |       |
| Légende : nc = non classéSource : UCI |       |      |       |       |

## Distinctions
- Vélo d'or cadets : 2015